# 다치바나 다네쓰구
다치바나 다네쓰구(일본어: 立花種次, 1604년 8월 ~ 1630년 5월 11일)는 에도 시대 초기의 하타모토, 다이묘이다. 지쿠고 미이케번 초대 번주를 지냈다.
다네쓰구는 다치바나 나오쓰구의 장남으로 태어났다. 조부는 다카하시 쇼운이며 백부는 야나가와 번주 다치바나 무네시게로서 다네쓰구의 동생 다다시게는 백부 다치바나 무네시게의 양자로 입적하였다.
|  | 제1대 미이케번 번주 (다치바나씨) 1621년 ~ 1630년 | 후임 다치바나 다네나가 |